# Hopson Development
Hopson Development Holdings Limited eller Hopson Development, grundat i Guangzhou, Kina, 1992, är ett av de fem största privata fastighetsbolagen i Guangdongprovinsen, vid sidan om Country Garden, Evergrande Real Estate Group, R&F Properties och Agile Property. Företaget listades på Hongkongbörsen 1998 och äger fastigheter i storstäder såsom Guangzhou, Beijing, Tianjin och Shanghai.